# Vestia-affaire

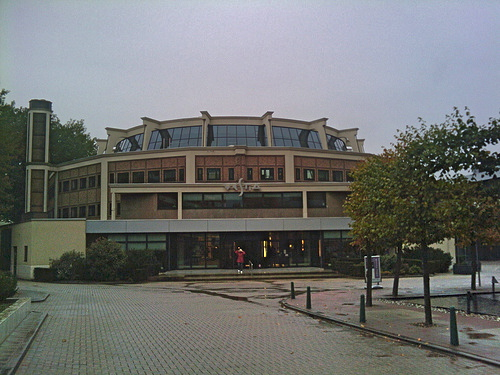
Hoofdkantoor Vestia in Rotterdam in 2012

De Vestia-affaire was een affaire waarbij eind januari 2012 aan het licht kwam dat de grootste Nederlandse woningcorporatie van dat moment, stichting Vestia in Rotterdam, dreigde te bezwijken onder de aangegane verplichtingen van een enorme derivatenportefeuille. Aan de ineenstorting van Vestia waren ook grote financiële risico's verbonden voor alle andere Nederlandse woningcorporaties, die dreigden te worden meegesleurd bij een bankroet.
De interventie van het ministerie van Binnenlandse Zaken, het Centraal Fonds voor de Volkshuisvesting en het Waarborgfonds Sociale Woningbouw, met medewerking van de Bank Nederlandse Gemeenten, de Nederlandse Waterschapsbank en vijf grote collega-corporaties van Vestia voorkwam begin 2012 op het nippertje een totale ineenstorting van het corporatiestelsel, dat bestaat bij de gratie van verplichte onderlinge waarborg en solidariteit van woningcorporaties.

## Financiële problemen
Op 30 januari 2012 bracht Het Financieele Dagblad naar buiten dat er ernstige financiële problemen waren bij Vestia. Rond het rente- en valutamanagement bij de Treasury van Vestia waren grote tegenvallers met swaps als gevolg van jarenlange lage rentes op de kapitaalmarkt. Faillissement was eind 2011/begin 2012 een dreigend scenario. De financiële situatie van Vestia was verre van rooskleurig na het aantrekken van extra leningen om het verlangde onderpand te betalen waar de banken recht op hadden. Banken hadden op grond van de verslechterde financiële positie van Vestia alle derivatencontracten kunnen ontbinden en de negatieve marktwaarde daarvan direct kunnen opeisen, die begin juni 2012 zelfs even meer dan 3 miljard euro bedroeg. Vestia beschikte bij lange na niet over de middelen om dat te betalen. Deze dreiging dat de banken de derivatencontracten zouden ontbinden, was vanaf de jaarwisseling 2011/2012 prominent aanwezig en dwong alle betrokken partijen tot behoedzaam opereren.
De risico's van dergelijke producten waren reeds in 2009 aanleiding geweest voor het Waarborgfonds Sociale Woningbouw (WSW) om de banken te bewegen om minder onderpand te verlangen als er  derivaten aan de solide corporatiesector werden verkocht, maar die weigerden toen om daarover afspraken te maken.
Volgens Liesbeth Spies, minister van Binnenlandse Zaken, bereikten de eerste berichten over de liquiditeitsproblemen van Vestia medio september 2011 het WSW, het Centraal Fonds voor de Volkshuisvesting en het ministerie van Binnenlandse Zaken. Het WSW zag zich genoodzaakt om heel snel garant te staan voor 1,05 miljard euro en in januari 2012 nog eens voor 550 miljoen euro. De Bank Nederlandse Gemeenten heeft dat geld vervolgens aan Vestia geleend. In februari 2012 kwamen daar nog variabele leningen bij voor 1,8 miljard euro, verstrekt door de Nederlandse Waterschapsbank, die ook derivaten omzette in vaste leningen met een WSW-garantie.

## Achtergrond

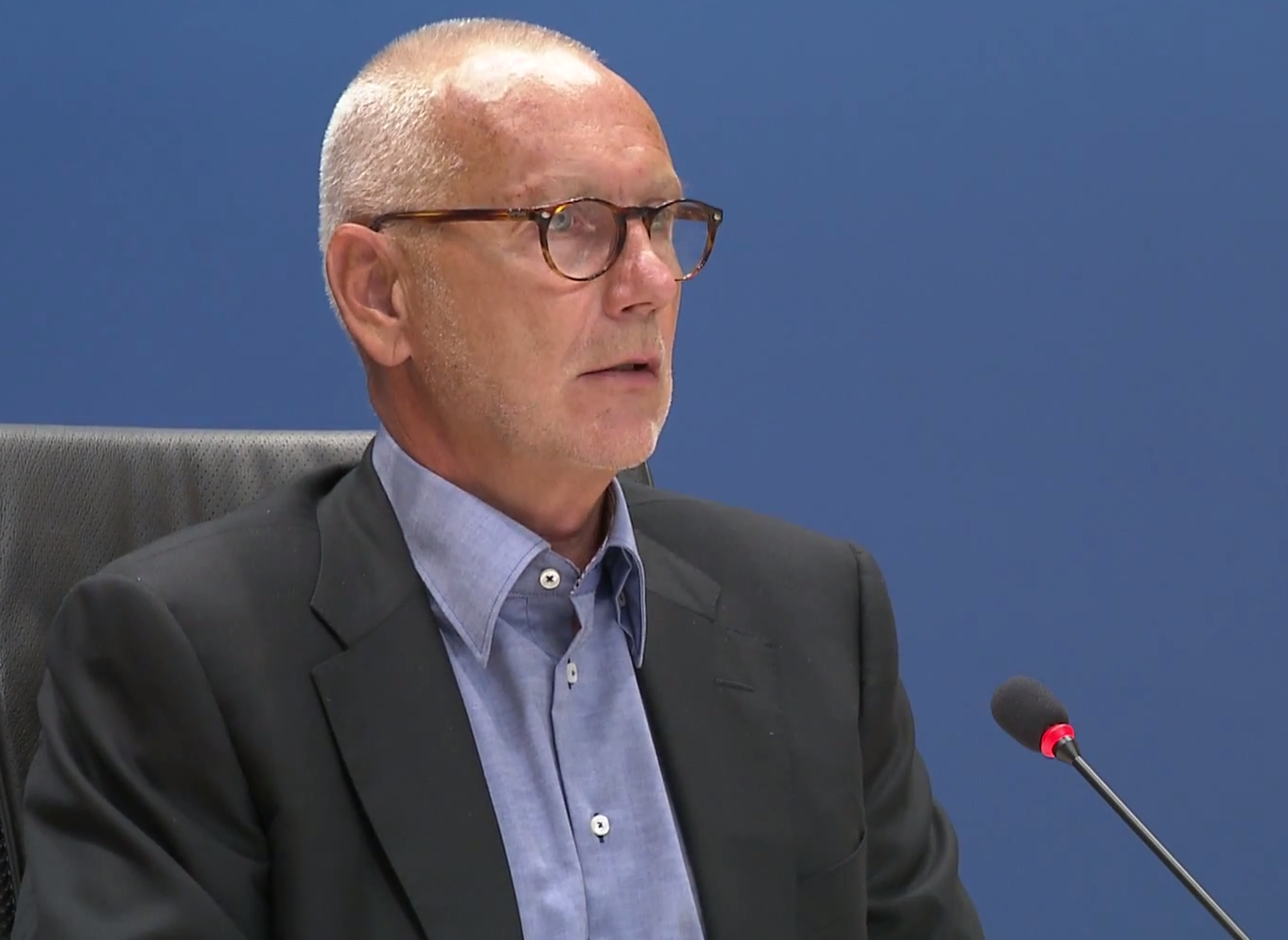
Erik Staal, machtigste man bij Vestia tot februari 2012

In februari 2012 kwam de volle omvang naar buiten van de derivatenportefeuille van Vestia: tegenover ruim 6 miljard euro aan uitstaande leningen stond begin 2012 een derivatenpositie van bijna 23 miljard euro met een netto nominale waarde van € 9,9 miljard, volgens Vestia veelal vooruitlopend op toekomstige leningen. In totaal had Vestia meer dan vierhonderd renteverzekeringen lopen bij 13 verschillende banken in binnen- en buitenland. De meeste contracten had Vestia met Fortis (later overgenomen door ABN Amro) en Deutsche Bank, maar er waren ook zaken gedaan met Credit Suisse, Barclays Plc, BNP Paribas SA, JPMorgan Chase & Co., Nomura Holdings Inc. (8604) en Société Générale SA (GLE). Het totaal aan derivaten was voor een deel bedrijfseconomisch noodzakelijk maar vooral puur speculatief. Nu de rente nog steeds niet was gaan stijgen maar verder was gedaald, had de totale derivatenportefeuille een flinke negatieve marktwaarde gekregen, een verlies dat in sommige weken opliep tot meer dan 3 miljard euro. Als de negatieve marktwaarde onder een bepaald punt kwam, kregen de derivatenverstrekkers recht op miljoenenbedragen die als onderpand bij hen moesten worden gestald. Als de rente weer steeg, kwamen deze liquide middelen weer beschikbaar voor de kasstroom van Vestia, maar de rente bleef lange tijd te laag en Vestia kwam voortijdig in geldnood.
De top van Vestia leek onder leiding van bestuursvoorzitter Erik Staal nooit erg gewillig om informatie met de buitenwereld te delen. Minister Spies verklaarde dat het gevaar dat Vestia liep, pas medio december 2011 in volle omvang duidelijk werd bij haar ministerie. De minister lichtte toen Tweede Kamerleden en de Ministerraad vertrouwelijk in. Erik Staal informeerde pas op 30 november 2011 zijn raad van commissarissen over de bijstorting die al ruim twee maanden eerder nodig was. De Tweede Kamer werd op 31 januari 2012 opnieuw vertrouwelijk op de hoogte gesteld door minister Spies over de stand van zaken bij de woningcorporatie, en de risico's die dit gaf voor de gehele volkshuisvestingssector.

## Ontslag hoofdrolspelers

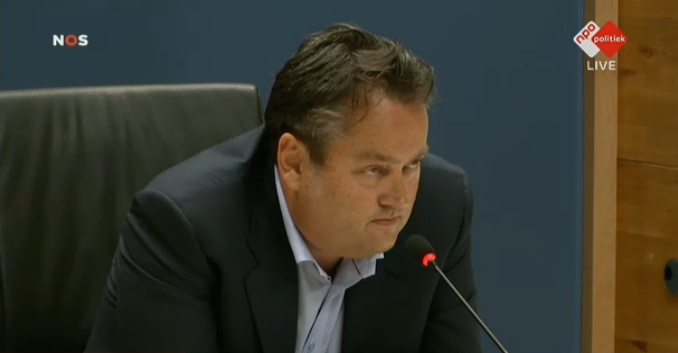
Marcel de Vries, treasurer Vestia tot april 2012

De affaire leidde eind januari 2012 tot het vertrek van topman Erik Staal bij Vestia en begin maart 2012 tot de vervanging van leden van de raad van commissarissen.
Kasbeheerder Marcel de Vries bleef nog tot begin april 2012 werken bij Vestia, maar was daar volgens de nieuwe bestuursvoorzitter Gerard Erents onder curatele gesteld. Uiteindelijk kwam Vestia te weten welk spel De Vries al die jaren had gespeeld, dankzij financieel tussenpersoon Arjan Greeven. Greeven biechtte half maart 2012 bij de FIOD op dat hij namens een groot aantal banken jarenlang derivaten aan Vestia had verkocht. De helft van de € 20 miljoen provisie die banken hem daarvoor betaalden, maakte hij over naar De Vries. Erents zette De Vries toen direct op non-actief.
Op 27 mei 2013 werd uiteindelijk ook financieel directeur Kees Wevers via de kantonrechter te Rotterdam ontslagen. Hoewel hij aanvankelijk meewerkte met het nieuwe Vestia-bestuur, meldde hij zich ziek na een FIOD-inval bij hem thuis. Hij kreeg 100.000 euro mee als schadeloosstelling.

## Reddingsplan

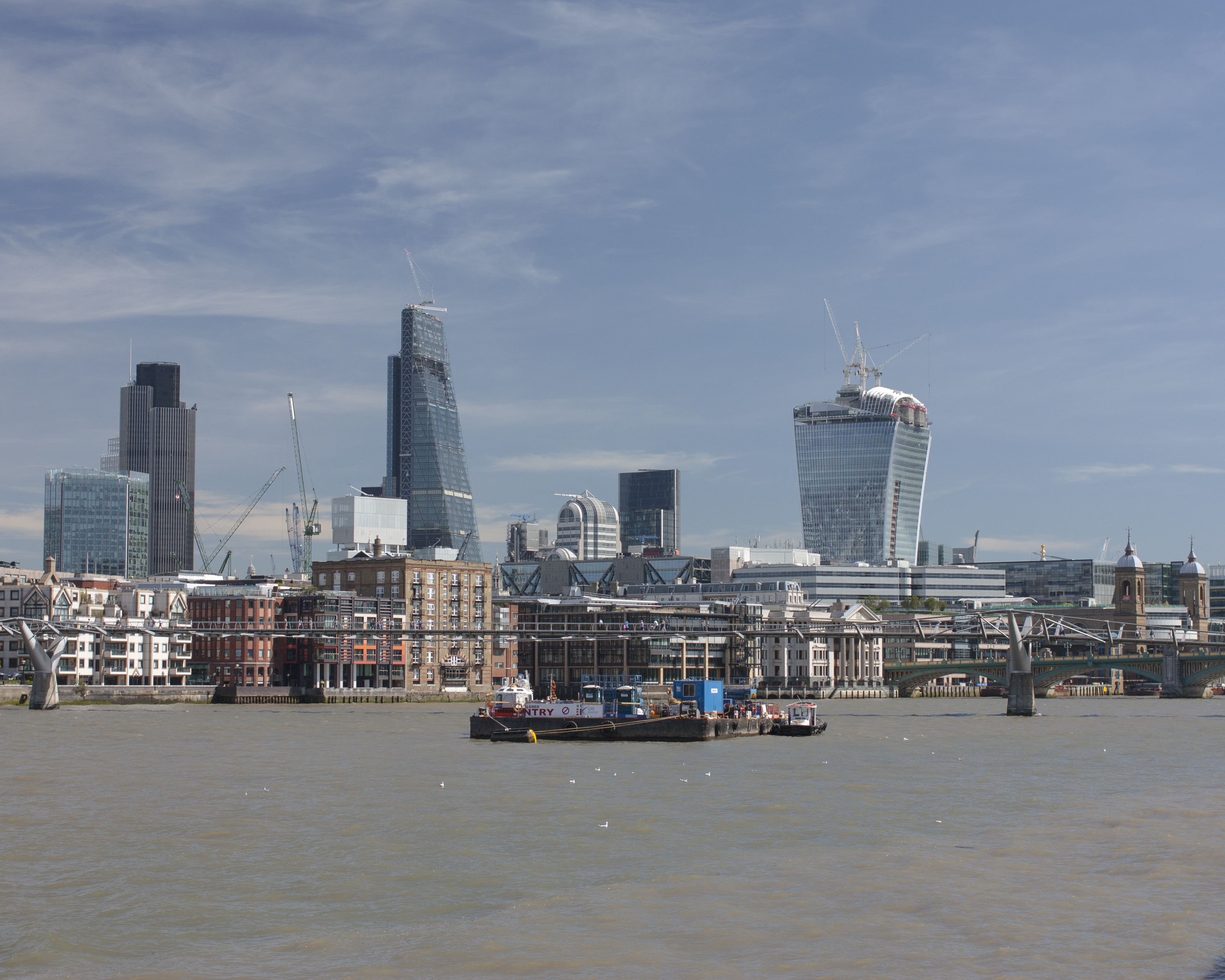
Financial District London, waar veel derivatencontracten van Vestia werden afgesloten

Maandenlang werd begin 2012 met de banken onderhandeld om onder de desastreuze verplichtingen uit te komen. Een strategische zet in het voordeel van Vestia werd gezet op maandag 21 mei 2012, toen Vestia één minuut voor het gesprek met de banken een maandenlange operatie wist af te ronden om op al zijn vastgoed hypotheekrecht aan het Waarborgfonds Sociale Woningbouw te verlenen. Ook meldde Vestia dat er geen geld meer was om nog meer bijstortingen te doen, en dat de woningcorporatie daarmee dus zou stoppen. De banken werden nu door een slechtere onderhandelingspositie onder druk gezet om voor het eind van de maand mei een akkoord te sluiten over gedeeltelijke kwijtschelding of afkoping van de verplichtingen van Vestia. De verliezen op de derivatenportefeuille schommelden grillig tussen december 2011 en juni 2012. In die periode was het onderpand dat Vestia bij de elf derivatenverstrekkers moest stallen een dagelijks wisselend bedrag tussen de 1,8 en 3 miljard euro. Vestia zou ernaar streven dat de banken ook een derde van het verlies voor hun rekening zouden nemen. De verder dalende rente in mei bracht anders het faillissement wel heel dichtbij. Op 30 mei kwam er een akkoord naar buiten tussen Vestia en de banken, inhoudende dat de rente voorlopig op de stand van die dag was bevroren en dat er voorlopig geen bijstortingen van onderpand meer gevraagd zouden worden bij verdere rentedalingen.
Op 19 juni 2012 werd bekend dat de derivatenportefeuille na flinke onderhandelingen voor ruim 2 miljard euro was afgekocht, waarvan 1,4 miljard euro voor eigen rekening van Vestia kwam: 1,3 miljard euro aan reeds gestort onderpand en 100 miljoen euro extra. Het bankenconsortium verstrekte een lening van 674 miljoen euro. Voor de rente en aflossing werd een beroep gedaan op de collega-corporaties, die via een verplichte saneringsbijdrage tien jaar lang hiervoor werden aangeslagen door het Centraal Fonds voor de Volkshuisvesting. Op diezelfde dag stuurde minister Spies een uitvoerig document naar de Tweede Kamer.
Tien van de elf derivaatbanken gingen hiermee akkoord. Alleen Credit Suisse bestreed de nieuwe overeenkomsten tussen Vestia en de banken en kreeg op 3 oktober 2014 van de rechter 83 miljoen euro toegewezen.

## Schade voor Vestia
De kosten die waren gemoeid met het afkopen van de derivatenportefeuille werden later becijferd op 681 miljoen euro: lopende leningen hadden geen renteverzekering meer en werden dus duurder. Dat leverde een extra kostenpost op van 632 miljoen euro. En voor juni 2012 waren de gevaarlijkste derivaten al afgekocht met 49 miljoen euro. De hoogte van deze kosten kwamen pas maanden later aan het licht in het jaarverslag 2012. Daardoor bleef het beeld bestaan dat het oplossen van de problemen bij Vestia 2 miljard euro had gekost. Maar de werkelijke schade van de gekozen afwikkeling van de derivatenportefeuille (afkopen en omzetten in langlopende leningen, waardeverlies lopende leningen, schadevergoeding Credit Suisse), was hiermee minimaal 2,8 miljard euro.

## Strafbare feiten
De affaire trok de aandacht van het Openbaar Ministerie. Een justitieel onderzoek werd gestart, uitgevoerd door de nationale recherche en de FIOD onder leiding van het landelijk parket. Aanwijzingen dat er strafbare feiten zijn gepleegd, leidden op 11 april 2012 tot de aanhouding en voorlopige hechtenis van de kasbeheerder van Vestia Marcel de Vries. Via Arjan Greeven van tussenpersoon Fifa Finance zou hij 10 miljoen euro hebben ontvangen vanwege het afsluiten van derivatencontracten. Greeven wordt verdacht van omkoping, witwassen en belastingfraude. Arjan Greeven beschouwt zichzelf als klokkenluider, maar had zijn eigen € 10 miljoen afsluitprovisies buiten het zicht van de fiscus geparkeerd op een Zwitserse bankrekening. De FIOD legde beslag op die Zwitserse bankrekening. Vlak voor zijn eerste gesprek met de FIOD probeerde Greeven nog zo’n € 3 mln van zijn vermogen aan het zicht van de autoriteiten te onttrekken met behulp van zijn vader en zijn toenmalige partner. Dat geld parkeerde hij onder meer in Zwitserland. Greeven senior en de inmiddels van junior gescheiden ex werden hiervoor als medeverdachten vervolgd. 
Marcel de Vries had zijn provisies steeds opgegeven als inkomsten bij de Belastingdienst. Hem kunnen daarom minder strafbare feiten ten laste worden gelegd.
Oud-kasbeheerder Marcel de Vries en Arjan Greeven verschenen eind mei 2018 voor de rechter. Zij werden door het Openbaar Ministerie verdacht van omkoping, witwassen, oplichting en valsheid in geschrifte. Arjan Greeven is ook aangeklaagd voor belastingfraude. Tegen beide verdachten eiste het Openbaar Ministerie lange celstraffen. Het OM wilde Greeven 57 maanden achter de tralies en De Vries 48 maanden. In juli 2018 deed de Rotterdamse rechtbank uitspraak. De rechtbank sprak Greeven deels vrij van omkoping van De Vries, witwassen en valsheid in geschrifte. De rechtbank hield er rekening mee dat de financieel adviseur zichzelf had gemeld bij justitie, dat de feiten deels zijn verjaard en dat beide verdachten geen strafblad hadden. De rechtbank legde daarom lagere straffen op dan de eisen van de officier van justitie: Greeven werd veroordeeld tot 2,5 jaar gevangenisstraf en kasbeheerder De Vries tot drie jaar. De vader van Arjan Greeven en zijn ex-vrouw werden vrijgesproken. Het OM had hen voor de rechter gebracht voor witwassen, maar de rechtbank vindt niet dat het geld afkomstig is van criminele activiteiten.
Pas op 24 november 2023 deed het Haags Gerechtshof uitspraak in hoger beroep. De drie jaar cel voor de oud-topman werd gehalveerd tot 1,5 jaar. Tussenpersoon Greeves werd veroordeeld tot 450 uur taakstraf.

### Andere verdachten
Begin juni 2018 kwamen ook andere verdachten voor de rechter. Behalve aan Marcel de Vries betaalde Fifa Finance van Arjan Greeven volgens het OM ook smeergeld aan Fortis-bankier Jako Groeneveld. Dat gebeurde al toen Groeneveld nog bij Fortis werkzaam was op de afdeling public finance van het ‘metier merchant banking treasury’ van Fortis Bank Nederland. In die periode zou hij van Fifa Finance € 53.249 aan steekpenningen hebben ontvangen.
In ruil zou Groeneveld financiële producten van Fortis via Fifa Finance aan woningcorporaties waaronder Vestia hebben verkocht. Fifa ontving daarvoor commissies van Fortis, die Fifa deels doorbetaalde aan de Fortis-medewerker. Tijdens zijn verhoor bij de Parlementaire enquête naar de Woningcorporaties ontkende hij iets te weten van steekpenningen, maar tijdens de verhoren werd duidelijk dat de bankier aan Marcel de Vries zo’n 40.000 euro in contanten betaalde en dat hij zelf als bankier een contant bedrag van circa 15.000 euro aannam van Arjan Greeven, naar eigen zeggen als tegemoetkoming in de kosten van de oprichting van een eigen bureau, FMS Finance. Naar eigen zeggen was de betaling aan Marcel de Vries voor een termijncontract voor een partij wijn die nimmer werd opgehaald. Tegen hem werd 11 weken celstraf geëist voor omkoping en belastingfraude. Tegen de vermoedelijke omkoper van Fifa Finance, Leroy Van Dijk, eiste het OM 24 maanden. Hij zou ook € 2,3 mln hebben witgewassen. Van Dijk ontkent schuld.
De volgens het OM omgekochte woningcorporatieadviseur Jan-Hein Gerritsen van adviesbureau Censum Finance & Treasury BV hoorde 17 maanden eisen en € 52.000 boete. Gerritsen zou net als Marcel de Vries door Fifa zijn omgekocht toen hij als adviseur woningcorporaties Portaal uit Utrecht, De Woonplaats uit Enschede en Wonen Limburg uit Roermond overhaalde rentetermijncontracten via Fifa aan te schaffen. Voor het adviseren van deze woningcorporaties bij de aanschaf van rentederivaten ontving hij van de woningcorporaties een adviesvergoeding van in totaal 165.000 euro. Aan provisies van Fifa Finance als dank voor deze transacties ontving hij 1,2 miljoen euro. Het OM noemt de provisies steekpenningen en ziet het als valsheid in geschrifte. Gerritsen ontkent iets strafbaars te hebben gedaan.

## Verwijtbaar handelen en aansprakelijkheid
In de maanden nadat de financiële problemen bekend werden, probeerde Vestia een deel van de schade te verhalen op allerlei betrokkenen bij de Vestia-affaire. Vestia startte een procedure om oud-directeur-bestuurder Erik Staal in privé aansprakelijk te stellen voor € 1,9 miljard. In oktober 2013 startte Vestia een procedure om enkele oud-commissarissen aansprakelijk te stellen voor de schade. Hen werd verweten onvoldoende toezicht te hebben gehouden op de derivatenhandel van de corporatie en op de administratieve organisatie. Begin 2016 maakte Vestia bekend de aansprakelijkheid van Erik Staal en tien ex-commissarissen te hebben geschikt voor 4,8 miljoen euro. Van dit bedrag wordt 3,7 miljoen euro betaald door verzekeraar HDI-Gerling. Hiervan wordt 3,3 miljoen euro betaald uit de aansprakelijkheidsverzekering voor bestuurders die Vestia had afgesloten, een polis die maximaal vijf miljoen euro uitkeert. Verder betaalde Erik Staal één miljoen euro en komt 50.000 euro van zes oud-commissarissen gezamenlijk, dat zijn Erik Molenaar, Nico Dijkhuizen, Siwart Kolthek, Susan Baart, Jeroen Lugte en René van Genugten. Deze schikking kwam tot stand zonder dat Staal of de oud-commissarissen aansprakelijkheid erkenden.
Ook kasbeheerder Marcel de Vries bleef niet buiten schot. De rechtbank Den Haag vonniste in juni 2017 in een civiele procedure dat hij 11.450.000 euro moet terugbetalen aan Vestia, het smeergeld dat hij van de banken ontving die dit bij Vestia als provisie hadden doorberekend. Er was al beslag gelegd op 9,4 miljoen euro aan bezittingen. Daarnaast houdt de rechter hem medeverantwoordelijk voor de totale schade van 2,7 miljard euro die Vestia door miljardenspeculatie met derivaten heeft geleden. In een latere procedure zal de hoogte van de schadevergoeding hiervoor nader bepaald worden. De rechtbank meent dat de oud-kasbeheerder “bewust roekeloos” heeft gehandeld en onaanvaardbare risico’s heeft genomen.

### Toezicht door accountants faalt
De aandacht ging ook uit naar verwijtbaar handelen door betrokken banken en de accountants van Vestia, Deloitte en KPMG, die na controle van de boeken de jaarrekeningen van Vestia over 2008, 2009 en 2010 hadden goedgekeurd. 
 KPMG moest de laatste goedkeuring van de jaarrekening 2010 zelfs herroepen.
Het accountantskantoor Deloitte kreeg van de Autoriteit Financiële Markten een maximale boete inzake de periode tot 2010.

### Tuchtrechtszaken tegen accountants
Namens de Stichting Onderzoek Bedrijfs Informatie (SOBI) diende Pieter Lakeman een tuchtrechtklacht in tegen accountant Noorlander van KPMG inzake onjuiste informatie over de rentederivaten in de jaarrekening van 2010, en later tegen accountant Klop van Deloitte een soortgelijke klacht over de jaren 2008 en 2009. In 2012 diende ook de AFM een klacht in tegen de accountant van KPMG.
Ook Vestia zelf diende over de periode 2006-2010 klachten in tegen KPMG en Deloitte, gesteund door het Centraal Fonds voor de Volkshuisvesting (CFV).
In de zaak tegen accountant Klop van Deloitte oordeelde de accountantskamer in augustus 2013 dat de klachten over 2006 tot en met 2008 verjaard waren. De klachten over 2009 werden ongegrond verklaard. Op 25 februari 2016 oordeelde het College van Beroep voor het bedrijfsleven (CBb) dat de accountant van Deloitte toch een waarschuwing kreeg. Het college vond dat hij bij zijn controlewerk te veel blind zou zijn gevaren op een door hem ingeschakelde derivatendeskundige van Deloitte.
Het Openbaar Ministerie had in maart 2014 een klacht ingediend bij de accountantskamer tegen de deskundige van Deloitte Financial Advisory Services, die in 2009 door accountant Klop was ingeschakeld om kritisch naar de derivatenportefeuille te kijken. Kort samengevat luidde de klacht dat de deskundige bij zijn werkzaamheden lichtzinnig, te weinig kritisch, laakbaar, ondeskundig en onzorgvuldig was opgetreden. De klacht was volgens de accountantskamer te Zwolle onvoldoende onderbouwd en werd in juni 2015 ongegrond verklaard maar in 2016 bevestigd door het CBb.
Accountant Noorlander van KPMG kreeg een berisping over het jaar 2010. De accountantskamer beoordeelde een klacht die tegen hem was ingediend door de Autoriteit Financiële Markten (AFM) over de gebrekkige planning en uitvoering van de controlewerkzaamheden. In de uitspraak in die zaak heeft de accountantskamer geoordeeld dat de controle aangaande de verwerking van de derivaten in de jaarrekening niet afdoende had plaatsgehad, waardoor een goedkeurende accountantsverklaring zonder deugdelijke grondslag was afgegeven.
Accountant André de Vos van Finq accountants ontving in 2015 ook een berisping van de accountantskamer. Hij was werkzaam van 2008 tot 2010 voor tussenpersoon Arjan Greeven, die ervan wordt verdacht de kasbeheerder van Vestia te hebben omgekocht.
Er werd in maart 2015 nog een tuchtrechtszaak aangespannen bij de accountantskamer tegen oud-financieel directeur Wevers van Vestia door de Koninklijke Nederlandse Beroepsorganisatie van Accountants. Wevers, van oorsprong registeraccountant, was in zijn toezicht als financieel directeur tekortgeschoten, zo luidde de klacht. De treasurer kreeg volgens de NBA te veel ruimte om de derivatenportefeuille met miljarden uit te breiden. In november 2015 oordeelde de accountantskamer dat de klachten volledig ongegrond waren.

### Aansprakelijkstelling van accountants
Nadat accountants en accountantskantoren waarschuwingen en berispingen kregen voor hun rol in de Vestia-affaire, startte Vestia in 2016 civielrechtelijke procedures tegen KPMG en Deloitte om ook hier een deel van de schade te verhalen. Volgens Vestia hebben de accountants de manier waarop Vestia de derivatenportefeuille in de jaarrekeningen verwerkte, jarenlang niet goed getoetst. Was dat wel gebeurd, dan waren de negatieve gevolgen en liquiditeitsrisico's van het grootschalig speculeren op een hogere rente met derivaten sneller aan het licht gekomen. Op 27 januari 2020 kwam een finaal schikkingsbedrag naar buiten van 84 miljoen. Op 15 mei 2020 bleek daar nog maar 25 miljoen van over. Ongeveer 1% van de schade aan Vestia.

## Verwijtbaar handelen van banken
De staatsbank ABN AMRO zou een boete hebben ontvangen van DNB wegens onzorgvuldig handelen door de witwasregels te veronachtzamen. De AFM deed er in november 2014 nog een boete van 3 miljoen voor de staatsbank bovenop, omdat er informatie was verdwenen, grotendeels uit de Fortis-tijd.
Met deze bank, wiens rechtsvoorganger Fortis de meeste speculatieve rentederivaten aan Vestia had verkocht, bereikte Vestia in oktober 2015 overeenstemming over een schikking. Vestia krijgt 55 miljoen euro terug van ABN AMRO.
Deutsche Bank ontving, tegen eerdere afspraken in, alsnog een claim van 800 miljoen euro. Vestia stelt dat de bank een groot aandeel heeft gehad in het derivatenfiasco, omdat de bank wist van dan wel 'verantwoordelijkheid had voor' de omkoping van Vestia's kasbeheerder Marcel de Vries. Bovendien vindt Vestia dat de producten die Deutsche Bank verkocht niet geoorloofd zijn voor een woningcorporatie en de bank dus haar zorgplicht verzaakte. Maar met dat laatste argument had de corporatie in Londen eerder het deksel op de neus gekregen. In de zaak tegen Credit Suisse in 2014 oordeelde de rechter dat die bank weliswaar ongepaste producten aan Vestia had verkocht, maar dat de directeur van Vestia nou eenmaal zijn handtekening had gezet.
Na maanden procederen in Londen bereikte Vestia en Deutsche Bank toch een schikking op 12 juli 2019. Vestia ontvangt 175 miljoen euro als schikking, zonder erkenning van enige aansprakelijkheid door de bank.
Op 22 september 2020 kwam naar buiten dat Vestia een tweede bank, BNP Paribas, aansprakelijk stelde voor de geleden schade. Er is een claim ingediend bij het High Court of Justice in Londen van mogelijk 300 miljoen euro. Uiteindelijk werd deze claim door de rechtsopvolgers van Vestia in april 2023 geschikt voor slechts 37,5 miljoen euro. Vlak erna werd ook Société Générale aangeklaagd voor 100 miljoen vanwege hetzelfde feit. De uiteindelijke schikking bedroeg in oktober 2021 22,5 miljoen. Op 3 maart 2021 kwam naar buiten dat Citibank geschikt had voor bijna 50 miljoen euro zonder schuld te erkennen. December 2022 schikte de Japanse zakenbank Nomura voor bijna 19 miljoen.
Op 17 mei 2024 kwam de laatste schikking met Barclays naar buiten. Deze laatste bank betaalde aan de rechtsopvolgers van Vestia Stichting Hef Wonen, Stichting Hof Wonen en Stichting Stedelink 43,5 miljoen euro. Hiermee betaalden 7 banken 400 miljoen van de schade van 2500 miljoen terug.

## Saneringsplan
Sinds 2012 probeert Vestia met een saneringsplan een uitweg te vinden uit de penibele financiële situatie. Voor het financieel weer gezond maken van Vestia is bij deze saneringsoperatie meer dan tien jaar nodig. Onderdeel van het plan is de gefaseerde verkoop van een groot deel van het vastgoedbezit. Het exacte aantal woningen en ander vastgoed dat Vestia de komende jaren moet verkopen om weer financieel gezond te worden, hangt af van de rentestand in de komende jaren. Hoe lager de rentestand, des te onverstandiger is de verkoop van onroerend goed, omdat vroegtijdige aflossing van oude leningen dan te duur wordt en met de verkoop van onroerend goed ook toekomstige huurinkomsten van de hand worden gedaan. Medio 2014 was het voornemen om tot 2022 ruim 30.000 eenheden te verkopen om de financiële positie te verbeteren. Woningen van Vestia worden zowel per stuk verkocht aan particulieren als in grote delen aan andere woningcorporaties en professionele vastgoedpartijen.
Andere maatregelen uit het saneringsplan waren het op de lange baan schuiven van veel investeringen in stadsvernieuwing. Alle nieuwbouwplannen en ook grootschalige renovatieplannen werden acuut stopgezet. Inkrimping van het personeelsbestand bleek onvermijdelijk. Terughoudendheid met huurverhogingen kon Vestia zich amper meer permitteren. In combinatie met allerlei uitgesteld onderhoud had de Vestia-affaire daarmee tastbare gevolgen voor de huurders.
Op de staatskas of op de achtervang van gemeenten is bij de saneringsoperatie nooit een beroep gedaan, op honderden collega-woningcorporaties des te meer. Zij zijn verplicht om gezamenlijk minimaal € 675 miljoen plus rente uit hun huuropbrengsten (omgerekend ruim 280 euro per sociale huurwoning) af te staan voor de redding van Vestia, gespreid over 10 jaar. In het hele land moesten daardoor onderhoudsplannen en investeringsplannen voor renovatie en nieuwbouw van volkshuisvesting naar beneden worden bijgesteld. De Autoriteit Woningcorporaties stelt dat in 2018 kan blijken dat een tweede saneringsbijdrage van collega-corporaties nodig is, indien tegen die tijd de rentestand langere tijd 3% of lager zal bedragen.
In 2021 voldeed Vestia voor het eerst in 10 jaar weer aan de norm van de toezichthouder. Door een resultaat van 1,9 miljard in 2021 daalde de dekkingsratio van 96 naar 63%, ruim onder de 70%-norm.

## Andere corporaties
Andere corporaties konden in financiële problemen komen door eigen derivatenposities en door de collectieve financiële steun van bijna 700 miljoen euro die zij moesten verlenen aan Vestia. Gevreesd werd even dat alle woningcorporaties in een neergang van Vestia zouden worden meegesleurd, door het domino-effect dat het zekerheidsstelsel in gang kan zetten. Vestia is op zichzelf echter in zijn enorme omvang een unieke casus gebleken.
Gealarmeerd door de desastreuze derivatenposities bij Vestia, werd men ook benieuwd naar de derivatenportefeuilles van andere woningcorporaties. Het afsluiten van derivaten als renteverzekeringen voor toekomstige leningen bleek een gangbare praktijk bij woningcorporaties. Op 31 december 2011 was volgens het CFV de negatieve waarde van de derivatenportefeuille van alle woningcorporaties exclusief Vestia 3,1 miljard. Het gestorte onderpand was op die datum 226 miljoen exclusief Vestia. Enkele andere woningcorporaties hadden ook moeten bijstorten als gevolg van de langdurige lage rentestanden. Na een verzoek van de AFM in mei 2012 controleerde KPMG opnieuw de jaarstukken van 32 woningbouwcorporaties. Vestia bleek van alle woningcorporaties verreweg het grootste onderpand te hebben moeten verstrekken wegens tegenvallende resultaten met derivaten. Vijftien andere woningcorporaties verstrekten eerder al tezamen circa 300 miljoen euro aan onderpand aan banken wegens de lage lange rente. De corporaties Wooninvest en Portaal kwamen daardoor medio 2012 onder verscherpt toezicht van het CFV te staan.
Als gevolg van de Vestia-affaire worden derivatencontracten nu gewaardeerd op marktprijs in plaats van de historische kostprijs. Dit leidde bij enkele corporaties met derivaten tot nieuwe boekhoudkundige afwaarderingen. Een uitzondering op deze regel is dat derivaten alleen op historische kostprijs gewaardeerd mogen worden als voldaan wordt aan alle criteria van hedge accounting.

## Commissie-Hoekstra
Op 17 december 2012 concludeerde de Commissie Kaderstelling en Toezicht Woningcorporaties, onder voorzitterschap van Rein Jan Hoekstra, na onderzoek dat het ministerie van Binnenlandse Zaken en de interne en externe toezichthouders eerder hadden kunnen en moeten ingrijpen bij Vestia. De belangrijkste conclusies op een rij:
- gebrek aan interne administratie en risicomanagement;
- op financieel toezicht onvoldoende taakuitoefening door raad van commissarissen;
- onvoldoende risicosignalering door accountant;
- onvoldoende risicobeheersing in de preventieve sfeer door het Waarborgfonds Sociale Woningbouw;
- onvoldoende probleemsignalering door het CFV (Centraal Fonds voor de Volkshuisvesting).

De commissie pleitte voor meer controles bij woningcorporaties. Ook zou er een aparte organisatie moeten komen die ingrijpt bij corporaties als het misgaat.

## Parlementaire enquête

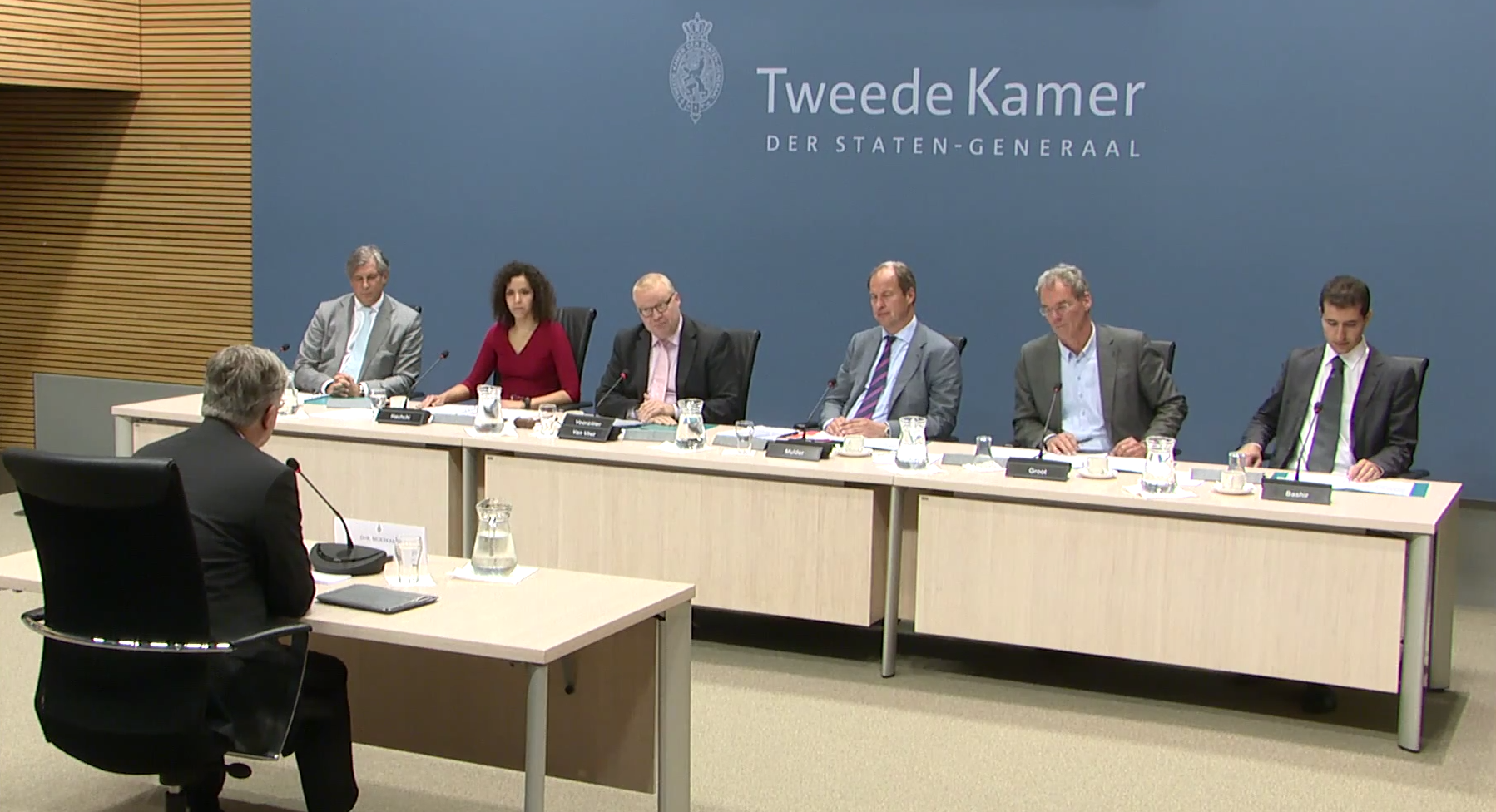
Openbare verhoren

De Tweede Kamer besloot op voorstel van Bas Jan van Bochove op 20 maart 2012 unaniem een parlementaire enquête in te stellen naar het stelsel van de volkshuisvesting, het beheer, het interne en externe toezicht, en de positie van de huurders bij woningcorporaties. Ook de rol van externe partijen zoals banken, toezichthouders en gemeenten wilde de Tweede Kamer in de enquête betrekken. Het besluit van de Tweede Kamer vloeide voort uit de problemen bij Vestia. Vooral werden als gevolg van de ontstane situatie bij Vestia vraagtekens geplaatst bij het toezicht op de hele sector. De parlementaire enquêtecommissie Woningcorporaties werd uiteindelijk op dinsdag 16 april 2013 geïnstalleerd met Roland van Vliet (PVV) als voorzitter en Ed Groot (PvdA) als ondervoorzitter, en bracht in oktober 2014 haar eindrapport uit.